# Emanuele Bruno
Emanuele Bruno (Roma, 10 dicembre 1992) è un judoka italiano.

## Biografia
Figlio d’arte della campionessa Italiana Assoluta Sabrina Giungi e nipote della campionessa del Mondo e Olimpionica Alessandra Giungi inizia a far judo all’età di 5 anni, dove guidato dalla madre Sabrina si appassiona a questo sport che poi diventerà la sua vita.
Nel 2010 vince il primo Campionato Italiano nella classe juniores e nel 2011 si conferma campione Italiano nella classe under 23. Sempre nel 2011 per meriti sportivi entra a far parte del prestigioso gruppo sportivo delle fiamme gialle, sito in Roma (Castel Porziano).
Nel 2013 conquista la sua prima medaglia ai campionati Italiani Assoluti di judo a Catania, che è d’argento perdendo in finale con l’Olimpionico Elio Verde che poi batterà pochi mesi dopo nel Campionato Italiano Assoluto a Squadre a Lignano Sabbiadoro. Nello stesso anno conquista a Samokov, dopo aver superato uno dietro l’altro l’atleta della Nazionale Francese, quello Albanese, il Rumeno e il favorito Russo Yakub Shamilov, la medaglia d’argento al campionato d’Europa under 23.
Dopo aver conquistato 3 medaglie in Coppa del Mondo e 1 settimo posto nel Grand Prix di Tashkent nella categoria -66kg, il 25 giugno del 2015 partecipa alla prima edizione delle Olimpiadi Europee (European Games) site in Baku.
Nel 2015 si afferma medaglia di bronzo ai Campionati Italiani Assoluti ma questa volta nella categoria -73kg e si diploma Campione Italiano Universitario nella città di Modena.
Nel 2016 dopo aver conquistato più dimestichezza nella nuova categoria anche all’estero, conquista la medaglia di bronzo all’European Cup di Malaga e diventa il protagonista del reality show “un week end con il nonno ” insieme a sua Nonna Lina mancata pochi giorni prima della messa in onda del programma in prima serata su Rai 4.
Nel 2018 è ancora di bronzo nella Coppa del Mondo Open di Praga.
Nel 2019 infine giocando in casa, a Milano, vince la medaglia d’argento agli World police games.
Nel frattempo per completare la sua formazione e pensando ad una carriera futura, Emanuele per merito dei suoi risultati sportivi viene ammesso al 21º Corso Nazionale Coni Tecnici di 4 Livello Europeo dove nel 2021, dopo aver presentato ed esposto uno studio sulle differenze tra il judoka italiano e quello giapponese, si qualifica Tecnico di 4 Livello Europeo Coni.
Nell'anno successivo poi, si diploma, dopo aver seguito il corso di formazione alla Scuola dello Sport, Esperto in Preparazione Fisica Coni.
Nell’anno 2023 Emanuele per merito dei suoi risultati sportivi e del suo impegno nel sociale entra a far parte della N.I.C.O    la nazionale calcio olimpionici e campioni, con la quale insieme ad altri sportivi come Stefano Maniscalco, Carlo Molfetta, Luigi Mastrangelo, Andrea Lo Cicero e calciatori del calibro di Bruno Giordano (calciatore), Abel Balbo e Giuseppe Giannini (calciatore), gira l’Italia per eventi a scopo benefico e per aiutare tutte quelle persone meno fortunate. 
Emanuele ora è allenatore di judo nella palestra di famiglia sita a Pomezia, la Nippon Club Pomezia, dove insieme a suo fratello e sua madre insegna la sua disciplina a numerosi ragazzi e ragazze. 
Inoltre avendo preso la qualifica di tecnico MGA ( Metodo Globale Autodifesa ) tiene corsi di difesa personale femminile per insegnare a quante più donne possibili l'autodifesa.
Nel Febbraio 2024 partecipa ad una puntata dello Show Dei Record in prima serata su Canale 5 dove, dopo aver battuto il record di 40 proiezioni di judo di più partner in un minuto, avendone fatte 54, si aggiudica un Guinness World Record.

## Palmarès
- Campionati Europei
 Argento nella categoria 66kg (Samokov 2013)
7th place X1 nella categoria 66kg (Wroclaw 2014)
- Coppa Europa Senior
 Argento nella categoria 66kg (Sindelfingen 2013)
 Bronzo nella categoria 73kg (Malaga 2016)
- 3rd Campionato del Mondo della polizia
 Argento nella categoria 73kg (Milano 2019)
- Campionato Italiano Universitario
 Oro nella categoria 73kg (Modena 2016)
- Campionati Italiani di categoria
 Oro X2
 Argento X3
 Bronzo X3
- Coppa del Mondo / Continental Open
 Bronzo nella categoria 66kg (Casablanca 2014)
 Bronzo nella categoria 66kg (Miami 2014)
 Bronzo nella categoria 66kg (Odivelas 2014)
 Bronzo nella categoria 73kg (Prague 2018)
5th place X4